# Pinchas Horowitz
Pour les articles homonymes, voir Horowitz.
Pinchas HaLevi Horowitz connu également sous le nom de Baal Haflaah, né en 1730 ou 1731 à Czortków en Ukraine alors province polonaise et mort le 1er juillet 1805 à Francfort-sur-le-Main, est un talmudiste et un rabbin orthodoxe à Witków, puis à Lachowicze et ensuite à Francfort-sur-le-Main. Il est disciple du Maggid de Mezeritch, l'un des fondateurs du mouvement hassidique. son élève le plus illustre est Rabbi Moché Schreiber dit le Hatam Sofer.

## Biographie
Fils du rabbin Zvi Hirsch de Czortkówet de Malka Horowitz (Klauzner), Pinchas Horowitz est né en 1730 ou 1731 à Czortków. 
Il se marie jeune avec Rachel Deborah Halpern, fille du rabbin Yoel Halpern, président du tribunal rabbinique à Leśniów. Rachel vient d'une famille aisée, ce qui lui permet de se consacrer à plein temps à ses études. Il accepte une position rabbinique d'abord à Witków et ensuite à Lachowicze (1764) .
Ils ont cinq enfants dont le rabbin Zvi Hirsch HaLevi Horowitz, Meir Jacob Horowitz, Malka Horowitz et Miriam Horowitz, épouse de Zvi Yehoshuah Leib Ha'Levi Horowitz, Halevi .
Avec son frère Shmouel Shmelke Horowitz, il devient disciple du Maggid de Mezeritch. Il le visite d'abord à Mezeritch, puis à Równe. Il fait également la connaissance de Shneur Zalman de Liozna, le fondateur de la branche Chabad.

### Rabbin de Francfort-sur-le-Main
Une décision halakhique (relevant de la loi juive) concernant un divorce contribue à sa renommée et en 1771 il est élu rabbin de Francfort-sur-le-Main. Il occupera cette fonction pendant 33 ans.
Rabbi Horowitz est tenu dans le plus grand respect par les rabbins et les érudits de Francfort, et il entretient une relation particulièrement cordiale avec Nathan Salomon Maas, auteur du Binyan Shelomo et président du tribunal rabbinique de Francfort.
Bien que kabbaliste et  il s'oppose au rabbin Nathan Adler, qui conduit un minian, chez lui, selon un rite kabbaliste. Adler et ses adeptes font à deux reprises, en 1779 et 1789, l’objet de l’ostracisme de la vénérable communauté juive de Francfort et durent quitter la ville. 
Rabbi Horowitz est également vigoureusement opposé au mouvement de la modernisation de la vie juive Haskalah. 
À la veille de la nouvelle lune de Tammuz 1782, il prêche un sermon puissant, connu ensuite sous le nom de Tokhaḥat Musar (réprimande éthique) dans lequel il critique la traduction en allemand du Pentateuque par Moses Mendelsohn comme un travail «qui ressuscite les œuvres hérétiques en se moquant des paroles de nos sages". Il convient de noter cependant que malgré ses polémiques contre les objectifs du mouvement Haskala, il ne refuse pas de donner son approbation à la traduction allemande du livre de prières de Wolf Heidenheim. En 1795, il interdit la création d'un institut d'enseignement à Francfort, craignant que cela n'entraînerait une diminution de l'étude des sujets religieux, mais sous la pression des autorités civiques, il est contraint d'annuler l'interdiction. 
Il devient aveugle vers la fin de sa vie. Son fils Zvi Hirsch Horowitz remplit ses fonctions.

## Œuvres
- (he) Haflaah, sur le Traité Ketubot, avec en appendice Kuntres Aharon ou Shevet Achim, Offenbach-sur-le-Main, 1786
- (he) Sefer ha-Makneh, sur le Traité Kiddushin, 1880
- (he) Nesivos la-Shavet, gloses sur les sections 1-24 du Choulhan Aroukh, Even Ha'ezer, Lemberg, 1837
- (he) Giv'as Pinchas, 84 Responsa, 1837
- (he) Panim Yafos, commentaire kabbalistique sur le Pentateuque, Ostroh, 1824